# Sevillanas
Sevillanas is een Spaanse muziekfilm uit 1992 onder regie van Carlos Saura.

## Verhaal
De regisseur geeft  zijn persoonlijke interpretatie van de sevillanas, een bekende flamencodans. De film toont verschillende beroepsdansers, die door jarenlange oefening de flamenco tot een kunstvorm hebben verheven.

## Rolverdeling
| Acteur                | Personage |
| --------------------- | --------- |
| Manuela Carrasco      | Zichzelf  |
| Matilde Coral         | Zichzelf  |
| Paco de Lucía         | Zichzelf  |
| Merche Esmeralda      | Zichzelf  |
| Lola Flores           | Zichzelf  |
| Camarón de la Isla    | Zichzelf  |
| Rocío Jurado          | Zichzelf  |
| Manuel Pareja Obregón | Zichzelf  |